# Whitewater (Indiana)
Whitewater es un pueblo ubicado en el condado de Wayne en el estado estadounidense de Indiana. En el Censo de 2010 tenía una población de 83 habitantes y una densidad poblacional de 400,58 personas por km².

## Geografía
Whitewater se encuentra ubicado en las coordenadas 39°56′41″N 84°49′52″O / 39.94472, -84.83111. Según la Oficina del Censo de los Estados Unidos, Whitewater tiene una superficie total de 0.21 km², de la cual 0.21 km² corresponden a tierra firme y (0%) 0 km² es agua.

## Demografía
Según el censo de 2010, había 83 personas residiendo en Whitewater. La densidad de población era de 400,58 hab./km². De los 83 habitantes, Whitewater estaba compuesto por el 100% blancos, el 0% eran afroamericanos, el 0% eran amerindios, el 0% eran asiáticos, el 0% eran isleños del Pacífico, el 0% eran de otras razas y el 0% pertenecían a dos o más razas. Del total de la población el 0% eran hispanos o latinos de cualquier raza.